# Cecil Mamiit
Cecil Mamiit (Los Angeles, 27 juni 1976) is een Filipijnse tennisser. Hij won de zilveren medaille bij de Pan-Amerikaanse Spelen 1999 in Winnipeg. In de finale was zijn landgenoot Paul Goldstein in twee sets (6-4 en 6-4) te sterk.
Ondanks het feit dat Mamiit nog nooit een ATP toernooi heeft gewonnen, heeft hij toch enkele mooie successen geboekt in zijn carrière. In 1999 bereikte Mamiit als qualifier de finale van het ATP toernooi in San Jose. Tijdens het toernooi versloeg hij hooggeplaatste spelers als Michael Chang en Andre Agassi. In de finale verloor hij uiteindelijk van Mark Philippoussis. In 2005 won hij een bronzen medaille op de Aziatische Spelen in het mannen enkelspel en dubbelspel. Het jaar daarna won Mamiit op de Zuidoost-Aziatische Spelen een gouden medaille in zowel het enkelspel als met het Filipijnse landenteam. In 2010 werd Mamiit aangesteld als player-captain van het Filipijnse Daviscup-team.

## Prestatietabel
| Legenda | Legenda                          |
| ------- | -------------------------------- |
| g.t.    | geen toernooi gehouden           |
| l.c.    | lagere categorie                 |
| –       | niet deelgenomen                 |
| G       | uitgeschakeld in de groepsfase   |
| 1R      | uitgeschakeld in de eerste ronde |
| 2R      | uitgeschakeld in de tweede ronde |
| 3R      | uitgeschakeld in de derde ronde  |
| 4R      | uitgeschakeld in de vierde ronde |
| KF      | uitgeschakeld in de kwartfinale  |
| HF      | uitgeschakeld in de halve finale |
| F       | de finale verloren               |
| W       | het toernooi gewonnen            |
| w-v     | winst/verlies-balans             |

### Prestatietabel grand slam, enkelspel
| Toernooi        | 1996 | 1997 | 1998 | 1999 | 2000 | 2001 | 2002 | 2003 | 2004 |
| --------------- | ---- | ---- | ---- | ---- | ---- | ---- | ---- | ---- | ---- |
| Australian Open | –    | –    | –    | 2R   | 1R   | 2R   | 1R   | 1R   | 1R   |
| Roland Garros   | –    | –    | –    | 1R   | –    | 2R   | 2R   | 1R   | –    |
| Wimbledon       | –    | –    | –    | 1R   | –    | 1R   | 1R   | –    | –    |
| US Open         | 1R   | 1R   | –    | 2R   | 1R   | –    | –    | –    | –    |

### Prestatietabel grand slam, dubbelspel
| Toernooi        | 1996 | 1997 | 1998 | 1999 | 2000 | 2001 | 2002 | 2003 | 2004 | 2005 | 2006 |
| --------------- | ---- | ---- | ---- | ---- | ---- | ---- | ---- | ---- | ---- | ---- | ---- |
| Australian Open | –    | –    | –    | –    | –    | –    | –    | –    | –    | –    | –    |
| Roland Garros   | –    | –    | –    | –    | –    | –    | –    | –    | –    | –    | –    |
| Wimbledon       | –    | –    | –    | –    | –    | –    | –    | –    | –    | –    | 1R   |
| US Open         | 1R   | –    | –    | 1R   | 1R   | –    | –    | –    | –    | –    | –    |